# João Gilberto (1961)
João Gilberto è il terzo album del cantante e chitarrista brasiliano João Gilberto, pubblicato dalla Odeon nel 1961.

## Tracce
1. Samba da minha terra - (Dorival Caymmi) -
2. O barquinho - (Roberto Menescal, Ronaldo Boscoli) -
3. Bolinha de papel - (Geraldo Pereira) -
4. Saudade da Bahia - (Dorival Caymmi) -
5. A primeira vez - (Bide, Marçal) -
6. O amor em paz - (Antonio Carlos Jobim, Vinicius de Moraes) -
7. Você e eu - (Carlos Lyra, Vinicius de Moraes) -
8. Trem de ferro (Trenzinho) - (Lauro Maia) -
9. Coisa mais linda - (Carlos Lyra, Vinicius de Moraes) -
10. Presente de Natal - (Nelcy Noronha) -
11. Insensatez - (Antonio Carlos Jobim, Vinicius de Moraes) -
12. Este seu olhar - (Antonio Carlos Jobim) -